# Črni Vrh (Dobrova - Polhov Gradec)
Črni Vrh (Duits: Schwarzenberg in der Oberkrain) is een plaats in Slovenië en maakt deel uit van de gemeente Dobrova-Polhov Gradec in de NUTS-3-regio Osrednjeslovenska. De plaats telde 296 inwoners op 1 januari 2020.

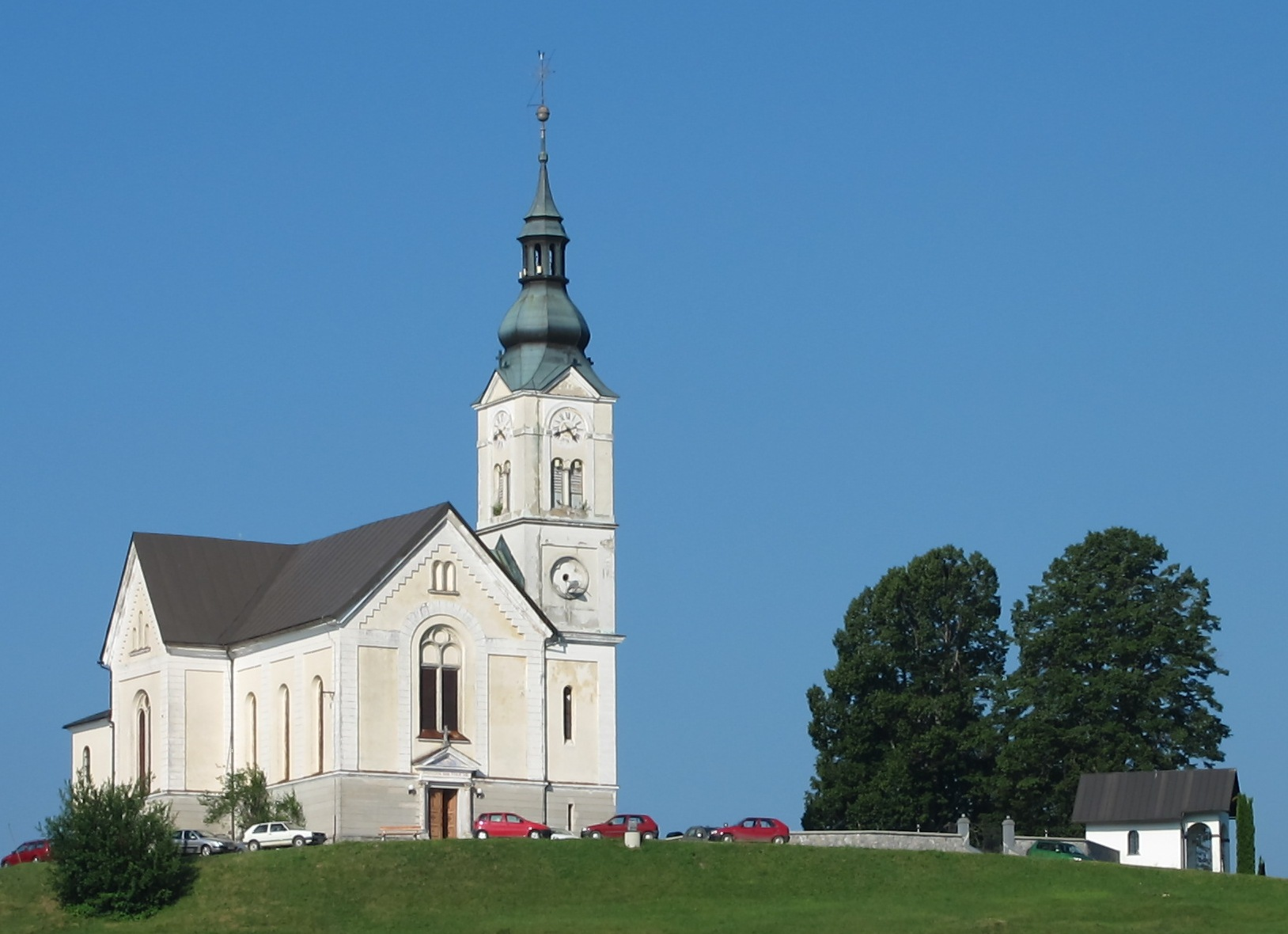
Sint Leonarduskerk